# Heterolocha lonicerae
Heterolocha lonicerae là một loài bướm đêm trong họ Geometridae.